# Herman Frank
Herman Frank (...) è un chitarrista tedesco noto per la sua militanza nella band heavy metal Accept.

## Biografia
Frank ha lavorato nella sua carriera ancora e ancora come produttore discografico, ad esempio, per Jamie Clarke's Perfect, Crown of Creation, Die leeren Versprechungen, Die Michels, Mind Odyssey, Justire, Holy Mother, Saxon, Messiah's Kiss, Missing Link, Paranoize, Silent Decay, Schierling, Tank Buster Jack, Franky, Inquiring Blood, Nikki Puppet, Hate Squad, Magistarium, Rose Tattoo, Molly Hatchet e Poison Sun.

## Discografia

### Accept
- 1983 - Balls to the Wall
- 2010 - Blood of the Nations
- 2012 - Stalingrad (Brothers in Death)
- 2014 - Blind Rage

### Hazzard
- 1983 - Hazzard

### Victory
- 1986 - Don't Get Mad... Get Even
- 1987 - Hungry Hearts
- 1989 - Culture Killed The Native
- 1990 - Temples of Gold
- 1992 - You Bought It - You Name It
- 2003 - Instict
- 2006 - Fuel to the Fire
- 2011 - Don't Talk Science

### Sinner
- 1985 - Touch of Sin

### Moon'Doc
- 1995 - Moon'Doc
- 1996 - Get Mooned
- 2000 - Realm of Legends

### Saeko
- 2004 - Above Heaven, Below Heaven
- 2006 - Life

### Thomsen
- 2009 - Let's Get Ruthless

### Poison Sun
- 2010 - Virtual Sin

### Solista
- 2009 - Loyal to None

## Letteratura
- Matthias Blazek: Das niedersächsische Bandkompendium 1963–2003 – Daten und Fakten von 100 Rockgruppen aus Niedersachsen. Celle 2006, p. 148–149 ISBN 978-3-00-018947-0